# Машат (Сайрамский район)
Машат (каз. Машат) — село в Сайрамском районе Туркестанской области Казахстана. Административный центр Жибекжолинского сельского округа. Код КАТО — 515247100.

## Население
В 1999 году население села составляло 599 человек (304 мужчины и 295 женщин). По данным переписи 2009 года, в селе проживало 777 человек (390 мужчин и 387 женщин).